# Tân Hương (huyện)
Tân Hương (chữ Hán giản thể: 新乡县, Hán Việt: Tân Hương huyện) là một huyện của địa cấp thị Tân Hương (新乡市), tỉnh Hà Nam, Cộng hòa Nhân dân Trung Hoa. Huyện Tân Hương có diện tích 365 km2, dân số năm 2002 là 310.000 người, mã số bưu chính 453700.
Huyện Tân Hương được chia ra các đơn vị hành chính gồm 6 trấn: Tiểu Ký, Đại Chiêu Doanh, Thất Lý Doanh, Lang Công Miếu và Cổ Cố Trại; 1 hương Hợp Hà